# スロヴェニア料理
スロヴェニアの伝統的な料理として特に重要なものは以下の通りである。

## 一覧

### スープ
- バカルツァ
- ボグラチ
- ヨタ
- ミネシュトラ
- ポリシャ・オバラ
- プレジガンカ
- シャラ
- シュタイエルスカ風サワー・スープ

### 肉料理
- クランスカ・クロバサ
- イドリイスキ・ジュリクロフィ

### 肉の入っていない料理
- アイドヴィ・ジュガンツィ

### デザート
- プレクムルスカ・ギバニツァ

### 酒
- スリヴォヴィッツ
- ツヴィチェック